# Gornja Velika
Gornja Velika is een plaats in de gemeente Preseka in de Kroatische provincie Zagreb. De plaats telt 82 inwoners (2001).